# 處女地運動

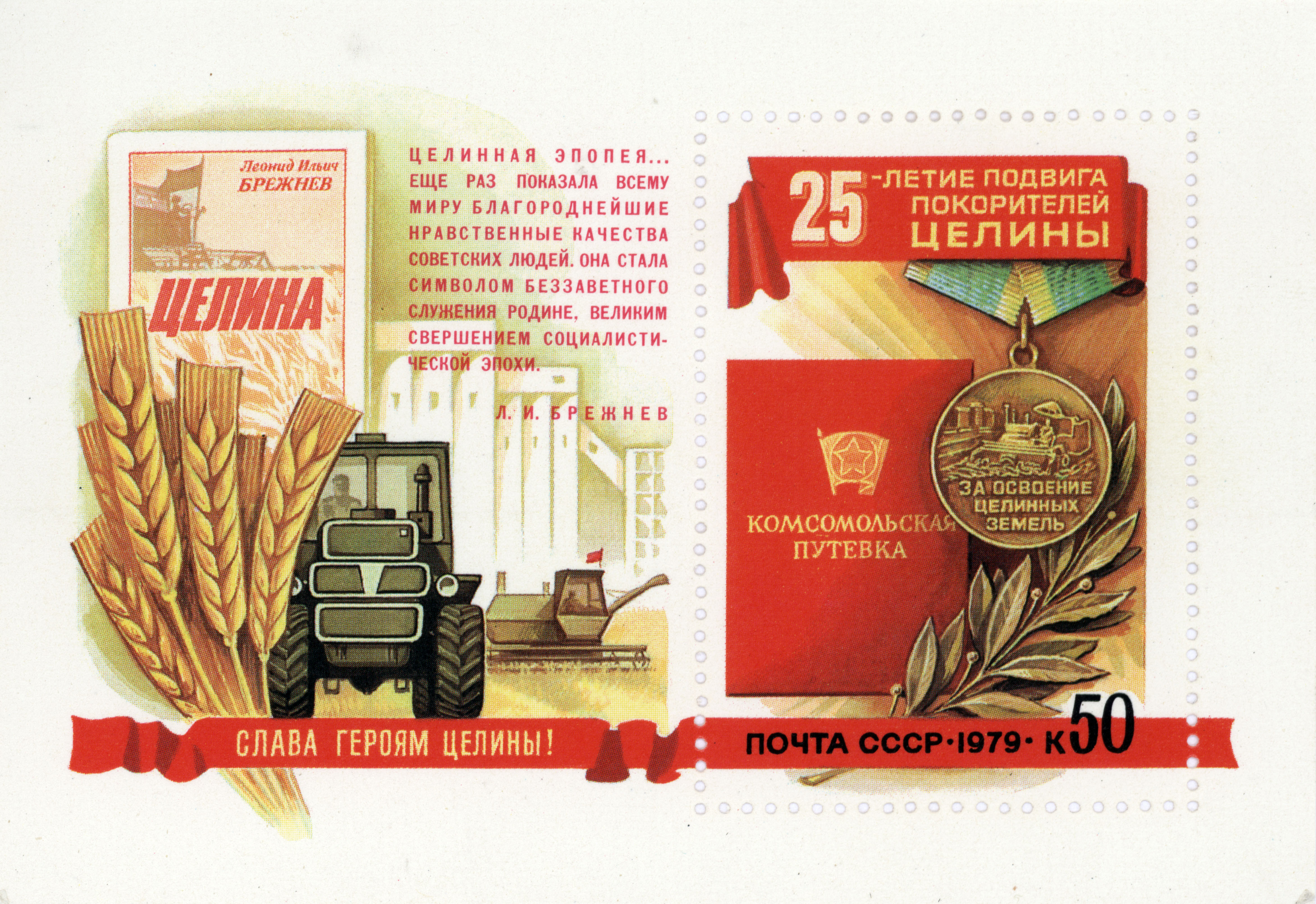
蘇聯1979年發行的郵票，以慶祝處女地運動25週年

處女地運動（直译：「處女地開墾」；哈薩克語： [təŋ ɪjɡeɾʏw]），是蘇聯領導人赫魯曉夫任期為解决蘇聯農業問題，緩解糧食短缺困擾的計劃。
1953年9月，中央委員會全會確認了農業危機在蘇聯的嚴重程度，决定在1956年開墾1300萬公頃荒地。但莫洛托夫、馬林科夫、卡岡諾維奇和其他黨組成員表示反對處女地運動。許多人認為這個計劃不論在經濟上還是邏輯上都是不可行的，但赫魯曉夫堅持認為開墾大量新土地是使農作物在短時間量大幅增加產量的唯一途徑。
赫魯曉夫的策略，是招募志願共青團員作為勞工，前往伏爾加河流域、北高加索、哈薩克斯坦墾荒。從1954年-1960年，蘇聯的土地總播種面積增加了46萬公頃，其中90％為處女地運動所開墾。總體而言，處女地運動成功地在短期內提高了糧食生產量，減少了糧食短缺。此後的糧食產量逐年大幅波動，未能超越1956年的產量紀錄。1959年後產量逐漸下滑，未能達成赫魯曉夫提出的蘇聯1960年超越美國糧食產量的目標。